# Valentin Porte
Valentin Porte (n. 7 septembrie 1990, Versailles, Île-de-France, Franța) este un handbalist ce a reprezentat Franța, medaliat olimpic. A participat la 2 ediții ale Jocurilor Olimpice (2016, 2020) în care a câștigat o medalie de aur și o medalie de argint.